# موسم أعاصير شمال المحيط الهندي (2019)
موسم الأعاصير في شمال المحيط الهندي لعام 2019 هو موسم تكوين الأعاصير المدارية في شمال المحيط الهندي، غالباً ما تتكون الأعاصير في الفترة ما بين أبريل وديسمبر، مع وجود ذروتين في النشاط في مايو ونوفمبر.

## أنظمة

### كيار
تشكل منخفض في بحر العرب في 24 أكتوبر، لاحقاً أزدادت قوته وأصبح عاصفة إعصارية باسم Kyarr وهو العاصفة الإعصارية الخامسة في هذا الموسم.
في 25 أكتوبر بسبب ارتفاع درجات حرارة سطح البحر، وانخفاض القص والبيئة الرطبة، بدأ كيار فترة التعمق السريع ليصبح عاصفة إعصارية شديدة للغاية. وبعد ثلاث ساعات أصبح كيار «عاصفة شديدة الإعصار»، وفي وقت مبكر من 27 أكتوبر تكثف كيار ليصبح «عاصفة فائقة الإعصار» وهي الأولى منذ 12 عاماً منذ إعصار غونو في 2007.

### مها
لوحظ تشكل منخفض في منطقة الضغط منخفض في 30 أكتوبر.

## أسماء العواصف
| - Fani - فاني - Vayu - فايو | - Hikaa - هيكا - Kyarr - كيار | - Maha - مها - Bulbul - بلبل | - Pawan - باوان (غير مستخدم) - Amphan (غير مستخدم) |